# Ngeremlengui

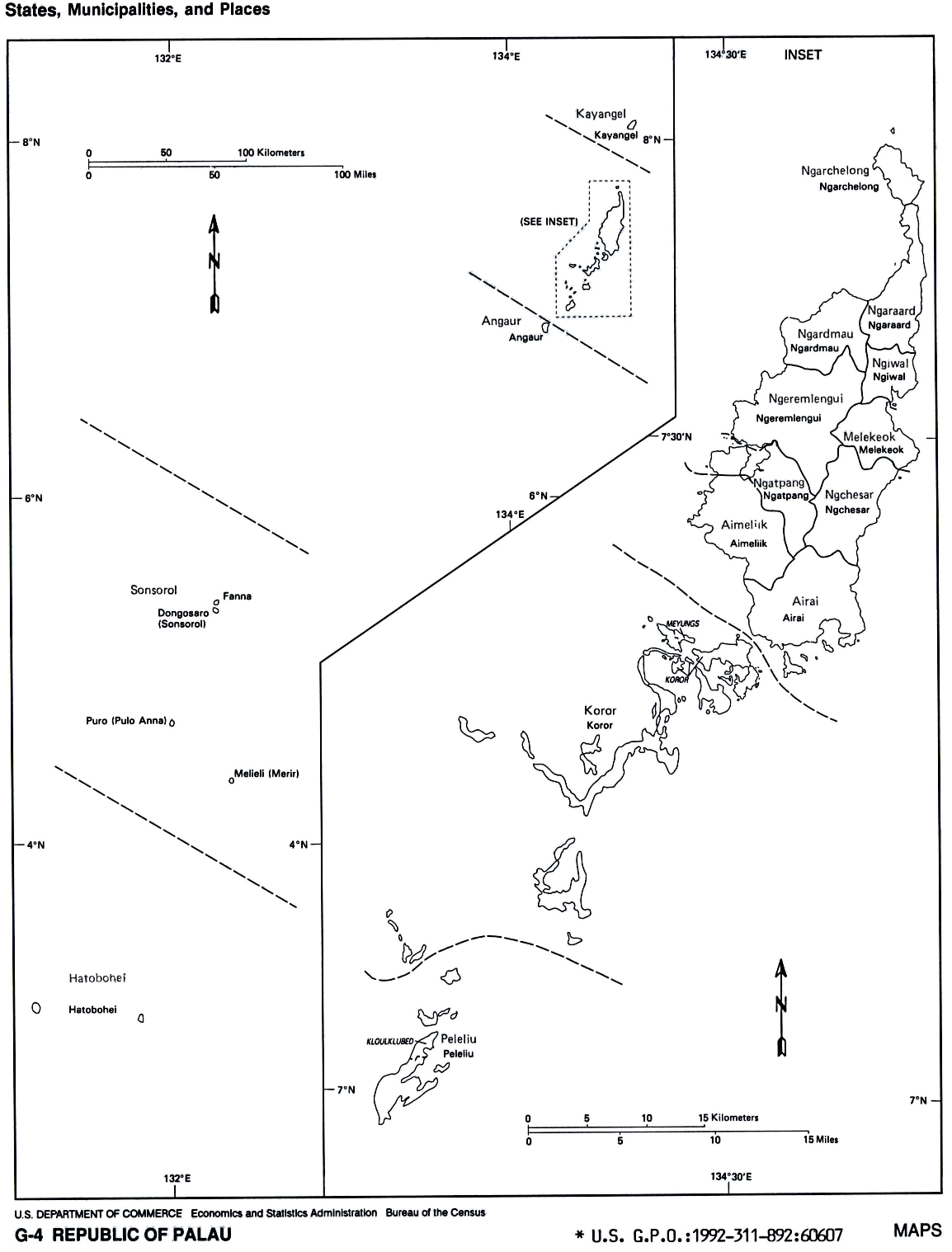
karta over Palaus delstater

Ngeremlengui (även Ngaremlengui) är en av de 16 delstater i Palau i västra Stilla havet.

## Geografi
Ngeremlengui ligger på huvudön Babeldaobs västra del och här ligger Ngerchelchuus som med sina cirka 242 m ö.h. är det högsta berget i Palau.
Området har en sammanlagd areal om ca 65 km² och täcks till stora delar av regnskog och berg.

## Delstaten
Befolkningen i Ngeremlengui-state uppgår till cirka 390 invånare. Huvudorten är Ollei och övriga församlingar ("hamlets") är Aimeyong, Ngaremeskang, Ngchemesed, Ngedesiur, Ngerutoed och Omchebuchel.
1984 ändrades benämningen på Palaus administrativa delar från "municipalities" (kommuner) till "states" (delstater).